# Benjamin Agosto
Benjamin Alexandro (Ben) Agosto (Chicago, 15 januari 1982) is een Amerikaans voormalig kunstschaatser. Agosto en zijn schaatspartner Tanith Belbin namen tweemaal deel aan de Olympische Winterspelen (2006 en 2010) en wonnen daarbij een zilveren medaille. Ze wonnen tevens drie keer het Viercontinentenkampioenschap en waren vijfvoudig Amerikaans kampioen.

## Biografie
Agosto, van vaderskant half Puerto Ricaans, begon op zesjarige leeftijd met schaatsen. Op zijn twaalfde stapte hij over op het ijsdansen. Van 1995 tot 1998 nam hij met Katharine "Katie" Hill deel aan de (inter)nationale wedstrijden bij de novice en de junioren. Agosto werd in 1998 gekoppeld aan de Canadese Tanith Belbin, die kort tevoren naar de Verenigde Staten was verhuisd.
In 2000 ontving Belbin een werkvisum en twee jaar daarna kreeg ze een Green Card. Het paar werd wereldkampioen bij de junioren op de WK junioren 2002. Eind 2005 werd Belbin officieel Amerikaans staatsburger, net op tijd voor de Spelen in Turijn waar ze zonder de Amerikaanse nationaliteit te bezitten niet aan deel had mogen nemen. Daar wonnen Belbin en Agosto zilver. Verder wonnen ze twee zilveren en twee bronzen medailles op de WK's en zes medailles op het Viercontinentenkampioenschap. Kort na deelname aan de Olympische Winterspelen 2010 in Belbins geboorteland Canada stopten Belbin en Agosto met competitief kunstschaatsen.

## Belangrijke resultaten
1995-1998 met Katharine Hill, 1998-2010 met Tanith Belbin
| Kampioenschap                | 95/96  | 96/97 | 97/98 |       | 99/00  | 00/01  | 01/02         | 02/03         | 03/04         | 04/05         | 05/06         | 06/07         | 07/08         | 08/09         | 09/10 |
| ---------------------------- | ------ | ----- | ----- | ----- | ------ | ------ | ------------- | ------------- | ------------- | ------------- | ------------- | ------------- | ------------- | ------------- | ----- |
| Olympische Spelen            |        |       |       |       |        |        |               |               |               | Zilver        |               |               |               | 4e            |       |
| Wereldkampioenschap          |        |       |       |       | 17e    | 13e    | 7e            | 5e            | Zilver        | Brons         | Brons         | 4e            | Zilver        |               |       |
| Viercontinentenkampioenschap |        |       |       |       |        | Zilver | Zilver        | Goud          | Goud          | Goud          | Zilver        |               |               |               |       |
| Grand Prix-finale            |        |       |       |       |        |        |               | Brons         | Zilver        |               | t.z.t.        | Zilver        | t.z.t.        | t.z.t.        |       |
| Nationaal kampioenschap      |        |       |       |       | Zilver | Zilver | Zilver        | Goud          | Goud          | Goud          | Goud          | Goud          | t.z.t.        | Zilver        |       |
| WK junioren                  |        |       |       | Brons | Zilver | Goud   | geen deelname | geen deelname | geen deelname | geen deelname | geen deelname | geen deelname | geen deelname | geen deelname |       |
| Junior Grand Prix-finale     |        |       |       | 4e    | Goud   |        | geen deelname | geen deelname | geen deelname | geen deelname | geen deelname | geen deelname | geen deelname | geen deelname |       |
| NK junioren                  | 8e (*) | (*)   | 7e    | Goud  |        |        | geen deelname | geen deelname | geen deelname | geen deelname | geen deelname | geen deelname | geen deelname | geen deelname |       |

(*) bij de novice
t.z.t. = trok zich terug
- Library of Congress Control Number: no2015004320
- Virtual International Authority File: 314815974
- WorldCat: E39PBJjMwC3JQmMt3bvBGrhrbd